# Schläfli-Symbol
Das Schläfli-Symbol, benannt nach dem Schweizer Mathematiker Ludwig Schläfli, wird in der Form {\displaystyle \left\{p,q,\ldots ,v,w\right\}} benutzt, um reguläre Polygone, Polyeder und Polytope in höheren Dimensionen zu beschreiben.
Wenn {\displaystyle p} eine natürliche Zahl ist, beschreibt das Symbol {\displaystyle \left\{p\right\}} ein regelmäßiges Polygon ({\displaystyle p}-Eck). Ist {\displaystyle p} ein nicht notwendig gekürzter Bruch, dann beschreibt es einen Stern.
Das Symbol {\displaystyle \left\{p,q\right\}} beschreibt einen Platonischen Körper, einen Kepler-Poinsot-Körper oder eine Parkettierung mittels regelmäßiger {\displaystyle p}-Ecke, wobei {\displaystyle q} angibt, wie viele solcher Polygone an jeder Ecke zusammenstoßen.
Die Inversion {\displaystyle \left\{w,v,\ldots ,q,p\right\}} eines Schläfli-Symbols liefert das dazu duale Polytop. Wenn das Schläfli-Symbol ein Palindrom darstellt, d. h. wenn {\displaystyle \left\{p,q,\ldots ,v,w\right\}=\left\{w,v,\ldots ,q,p\right\}}, ist das Polytop selbstdual.

## Geschichte
Ludwig Schläfli führte das nach ihm benannte Symbol in der Notation {\displaystyle (p,q,\ldots )} und der Bezeichnung Charakter in seiner in den Jahren 1850–1852 entstandenen Arbeit Theorie der vielfachen Kontinuität ein. ein. In ihr beschrieb er als erster alle regulären vierdimensionalen Polytope, alle Parkettierungen des vierdimensionalen euklidischen Raums, vier der zehn regelmäßigen vierdimensionalen Sternpolytope und alle regulären höherdimensionalen Polytope und Parkettierungen. Die Notation {\displaystyle \left\{p,q,\ldots \right\}} mit geschweiften Klammern wurde von Harold Scott MacDonald Coxeter eingeführt.

## Geometrische Interpretation des Schläfli-Symbols
Ein aus {\displaystyle d} Zahlen {\displaystyle \left\{p,q,r,\ldots ,u,v,w\right\}} bestehendes Schläfli-Symbol beschreibt ein regelmäßiges {\displaystyle (d+1)}-dimensionales Polytop oder eine Parkettierung des {\displaystyle d}-dimensionalen Raums. Das Polytop oder die Parkettierung ist aus Zellen mit dem Schläfli-Symbol {\displaystyle \left\{p,q,r,\ldots ,u,v\right\}} aufgebaut. Die Zellen sind immer Polytope der nächst niedrigeren Dimension, selbst wenn das Schläfli-Symbol eine Parkettierung beschreibt. Diese Definition kann rekursiv angewendet werden, so dass beispielsweise {\displaystyle \left\{p,q,r,\ldots ,u\right\}} die Polytope beschreibt, aus denen die Zellen aufgebaut sind, und {\displaystyle \left\{p\right\}} die Flächen der Polyeder, aus denen das Polytop oder die Parkettierung besteht. Umgekehrt beschreibt das Schläfli-Symbol {\displaystyle \left\{q,r,\ldots ,u,v,w\right\}} die Eckfigur des Polytops. Sie definiert die Anordnung der Zellen um eine Ecke des Polytops oder der Parkettierung. Die Eckfigur ist immer ein Polytop der nächst niedrigeren Dimension, selbst wenn das Schläfli-Symbol eine Parkettierung beschreibt.

## Beispiele

### Strecke
{\displaystyle \left\{\right\}} bezeichnet eine Strecke (ein eindimensionales Simplex).

### Regelmäßige Polygone
{\displaystyle \left\{n\right\}} bezeichnet ein regelmäßiges n-Eck. Als Grenzfall bezeichnet {\displaystyle \left\{\infty \right\}} ein Apeirogon (eine Aneinanderreihung gleich langer Strecken auf einer Geraden).

### Sterne
Regelmäßige Sterne werden mit dem Schläfli-Symbol {\textstyle \left\{{\frac {n}{k}}\right\}} (alternativ {\displaystyle \left\{n/k\right\}}) bezeichnet, wobei {\displaystyle n} die Anzahl der Eckpunkte angibt und jeder {\displaystyle k}-te Punkt verbunden wird. Dabei ist der Stern {\textstyle \left\{{\frac {n}{n-k}}\right\}} identisch mit dem Stern {\textstyle \left\{{\frac {n}{k}}\right\}}. Daher wird zur Bezeichnung eines Sterns üblicherweise {\textstyle k<{\frac {n}{2}}} gewählt.
Beispiel
Das Pentagramm {\textstyle \left\{{\frac {5}{2}}\right\}} ergibt sich, wenn beim Verbinden der fünf Eckpunkte eines Fünfecks jeweils ein Punkt übersprungen wird.
| keine vom Dreieck              |                                             |                  |
| keine vom Viereck              |                                             |                  |
| 1 Pentagramm vom Fünfeck       | {\textstyle \left\{{\frac {5}{2}}\right\}}  | {\displaystyle } |
| keine vom Sechseck             |                                             |                  |
| 2 Heptagramme vom Siebeneck    | {\textstyle \left\{{\frac {7}{2}}\right\}}  |                  |
| 2 Heptagramme vom Siebeneck    | {\textstyle \left\{{\frac {7}{3}}\right\}}  |                  |
| 1 Oktogramm vom Achteck        | {\textstyle \left\{{\frac {8}{3}}\right\}}  |                  |
| 2 Ennea- gramme vom Neuneck    | {\textstyle \left\{{\frac {9}{2}}\right\}}  |                  |
| 2 Ennea- gramme vom Neuneck    | {\textstyle \left\{{\frac {9}{4}}\right\}}  |                  |
| 1 Dekagramm vom Zehneck        | {\textstyle \left\{{\frac {10}{3}}\right\}} |                  |
| 4 Hendeka- gramme vom Elfeck   | {\textstyle \left\{{\frac {11}{2}}\right\}} |                  |
| 4 Hendeka- gramme vom Elfeck   | {\textstyle \left\{{\frac {11}{3}}\right\}} |                  |
| 4 Hendeka- gramme vom Elfeck   | {\textstyle \left\{{\frac {11}{4}}\right\}} |                  |
| 4 Hendeka- gramme vom Elfeck   | {\textstyle \left\{{\frac {11}{5}}\right\}} |                  |
| 1 Dodeka- gramm vom Zwölfeck   | {\textstyle \left\{{\frac {12}{5}}\right\}} |                  |
| 5 Trideka- gramme vom 13-Eck   | {\textstyle \left\{{\frac {13}{2}}\right\}} |                  |
| 5 Trideka- gramme vom 13-Eck   | {\textstyle \left\{{\frac {13}{3}}\right\}} |                  |
| 5 Trideka- gramme vom 13-Eck   | {\textstyle \left\{{\frac {13}{4}}\right\}} |                  |
| 5 Trideka- gramme vom 13-Eck   | {\textstyle \left\{{\frac {13}{5}}\right\}} |                  |
| 5 Trideka- gramme vom 13-Eck   | {\textstyle \left\{{\frac {15}{6}}\right\}} |                  |
| 2 Tetradeka- gramme vom 14-Eck | {\textstyle \left\{{\frac {14}{3}}\right\}} |                  |
| 2 Tetradeka- gramme vom 14-Eck | {\textstyle \left\{{\frac {14}{5}}\right\}} |                  |
| 3 Pentadeka- gramme vom 15-Eck | {\textstyle \left\{{\frac {15}{2}}\right\}} |                  |
| 3 Pentadeka- gramme vom 15-Eck | {\textstyle \left\{{\frac {15}{4}}\right\}} |                  |
| 3 Pentadeka- gramme vom 15-Eck | {\textstyle \left\{{\frac {15}{7}}\right\}} |                  |
| 3 Hexadeka- gramme vom 16-Eck  | {\textstyle \left\{{\frac {16}{3}}\right\}} |                  |
| 3 Hexadeka- gramme vom 16-Eck  | {\textstyle \left\{{\frac {16}{5}}\right\}} |                  |
| 3 Hexadeka- gramme vom 16-Eck  | {\textstyle \left\{{\frac {16}{7}}\right\}} |                  |

| 7 Heptadeka- gramme vom 17-Eck            | {\textstyle \left\{{\frac {17}{2}}\right\}}  |  |
| 7 Heptadeka- gramme vom 17-Eck            | {\textstyle \left\{{\frac {17}{3}}\right\}}  |  |
| 7 Heptadeka- gramme vom 17-Eck            | {\textstyle \left\{{\frac {17}{4}}\right\}}  |  |
| 7 Heptadeka- gramme vom 17-Eck            | {\textstyle \left\{{\frac {17}{5}}\right\}}  |  |
| 7 Heptadeka- gramme vom 17-Eck            | {\textstyle \left\{{\frac {17}{6}}\right\}}  |  |
| 7 Heptadeka- gramme vom 17-Eck            | {\textstyle \left\{{\frac {17}{7}}\right\}}  |  |
| 7 Heptadeka- gramme vom 17-Eck            | {\textstyle \left\{{\frac {17}{8}}\right\}}  |  |
| 2 Oktodeka- gramme vom 18-Eck             | {\textstyle \left\{{\frac {18}{5}}\right\}}  |  |
| 2 Oktodeka- gramme vom 18-Eck             | {\textstyle \left\{{\frac {18}{7}}\right\}}  |  |
| 8 Enneadeka- gramme vom 19-Eck            | {\textstyle \left\{{\frac {19}{2}}\right\}}  |  |
| 8 Enneadeka- gramme vom 19-Eck            | {\textstyle \left\{{\frac {19}{3}}\right\}}  |  |
| 8 Enneadeka- gramme vom 19-Eck            | {\textstyle \left\{{\frac {19}{4}}\right\}}  |  |
| 8 Enneadeka- gramme vom 19-Eck            | {\textstyle \left\{{\frac {19}{5}}\right\}}  |  |
| 8 Enneadeka- gramme vom 19-Eck            | {\textstyle \left\{{\frac {19}{6}}\right\}}  |  |
| 8 Enneadeka- gramme vom 19-Eck            | {\textstyle \left\{{\frac {19}{7}}\right\}}  |  |
| 8 Enneadeka- gramme vom 19-Eck            | {\textstyle \left\{{\frac {19}{8}}\right\}}  |  |
| 8 Enneadeka- gramme vom 19-Eck            | {\textstyle \left\{{\frac {19}{9}}\right\}}  |  |
| 3 Ikosa- gramme vom 20-Eck                | {\textstyle \left\{{\frac {20}{3}}\right\}}  |  |
| 3 Ikosa- gramme vom 20-Eck                | {\textstyle \left\{{\frac {20}{7}}\right\}}  |  |
| 3 Ikosa- gramme vom 20-Eck                | {\textstyle \left\{{\frac {20}{9}}\right\}}  |  |
| 5 Ikosihen- gramme vom 21-Eck             | {\textstyle \left\{{\frac {21}{2}}\right\}}  |  |
| 5 Ikosihen- gramme vom 21-Eck             | {\textstyle \left\{{\frac {21}{4}}\right\}}  |  |
| 5 Ikosihen- gramme vom 21-Eck             | {\textstyle \left\{{\frac {21}{5}}\right\}}  |  |
| 5 Ikosihen- gramme vom 21-Eck             | {\textstyle \left\{{\frac {21}{8}}\right\}}  |  |
| 5 Ikosihen- gramme vom 21-Eck             | {\textstyle \left\{{\frac {21}{10}}\right\}} |  |
| 04 Doikosagramme vom 22-Eck               |                                              |  |
| 10 Trikosagramme vom 23-Eck               |                                              |  |
| 03 Tetraikosagramme vom Vierundzwanzigeck |                                              |  |

### Platonische Körper
Platonische Körper werden mit {\displaystyle \left\{p,q\right\}} bezeichnet. Dabei sind {\displaystyle p} die Zahl der Ecken des verwendeten Polygons und {\displaystyle q} die Zahl der an einer Ecke zusammenstoßenden Polygone. Das Schläfli-Symbol beschreibt {\displaystyle \left\{q\right\}} die Eckfigur der Platonischen Körper.
- {\displaystyle \left\{3,3\right\}} bezeichnet das Tetraeder.
- {\displaystyle \left\{3,4\right\}} bezeichnet das Oktaeder.
- {\displaystyle \left\{4,3\right\}} bezeichnet den Würfel.
- {\displaystyle \left\{3,5\right\}} bezeichnet das Ikosaeder.
- {\displaystyle \left\{5,3\right\}} bezeichnet das Dodekaeder.

Das Tetraeder ist selbstdual. Das Oktaeder und der Würfel sind einander dual, genauso das Ikosaeder und das Dodekaeder.

### Platonische Parkettierungen
Platonische Parkettierungen werden auch mit {\displaystyle \left\{p,q\right\}} bezeichnet. Das entscheidende Merkmal, in dem sich das Schläfli-Symbol eines Platonischen Körpers {\displaystyle \left\{p,q\right\}} von dem einer Platonischen Parkettierung {\displaystyle \left\{p,q\right\}} unterscheidet, ist, dass für einen Körper {\textstyle {\frac {1}{p}}+{\frac {1}{q}}>{\frac {1}{2}}} gilt, für eine Parkettierung hingegen {\textstyle {\frac {1}{p}}+{\frac {1}{q}}={\frac {1}{2}}}. Auch hier beschreibt {\displaystyle \left\{q\right\}} die Eckfigur der Parkettierung.
- {\displaystyle \left\{3,6\right\}} bezeichnet die Dreieckparkettierung.
- {\displaystyle \left\{6,3\right\}} bezeichnet die Sechseckparkettierung.
- {\displaystyle \left\{4,4\right\}} bezeichnet die Quadratparkettierung.

Das Quadratparkettierung ist selbstdual. Die Dreieckparkettierung und die Sechseckparkettierung sind einander dual.

### Kepler-Poinsot-Körper
Die Kepler-Poinsot-Körper werden auch mit {\displaystyle \left\{p,q\right\}} bezeichnet. Hierbei ist entweder {\textstyle p={\frac {5}{2}}} oder {\textstyle q={\frac {5}{2}}}. Die Eckfigur wird wiederum durch {\displaystyle \left\{q\right\}} beschrieben.
- {\textstyle \left\{3,{\frac {5}{2}}\right\}} bezeichnet das Große Ikosaeder.
- {\textstyle \left\{{\frac {5}{2}},3\right\}} bezeichnet das Große Sterndodekaeder.
- {\textstyle \left\{5,{\frac {5}{2}}\right\}} bezeichnet das Große Dodekaeder.
- {\textstyle \left\{{\frac {5}{2}},5\right\}} bezeichnet das Kleine Sterndodekaeder.

Das Große Ikosaeder und das Große Sterndodekaeder sind einander dual, ebenso das Große Dodekaeder und das Kleine Sterndodekaeder.

### Parkettierung des dreidimensionalen Raumes
Eine Parkettierung des dreidimensionalen Raumes mit regelmäßigen Polyedern wird durch das Schläfli-Symbol {\displaystyle \left\{p,q,r\right\}} bezeichnet. Die Parkettierung ist aus dreidimensionalen Polyedern {\displaystyle \left\{p,q\right\}} aufgebaut, von denen jeweils {\displaystyle r} an einer Kante zusammenstoßen. Die Eckfigur ist {\displaystyle \left\{q,r\right\}}. Es existiert nur eine solche dreidimensionale Parkettierung:
- {\displaystyle \left\{4,3,4\right\}} bezeichnet die Parkettierung des dreidimensionalen Raumes mit Würfeln {\displaystyle \left\{4,3\right\}}. Die Eckfigur ist ein reguläres Oktaeder {\displaystyle \left\{3,4\right\}}.

Das Würfelparkettierung ist selbstdual.

### Vierdimensionale Polytope
Das Schläfli-Symbol {\displaystyle \left\{p,q,r\right\}} bezeichnet ein reguläres vierdimensionales Polytop (Polychor), das aus dreidimensionalen Polyedern {\displaystyle \left\{p,q\right\}} aufgebaut ist, von denen jeweils {\displaystyle r} an einer Kante zusammenstoßen. Die Eckfigur ist {\displaystyle \left\{q,r\right\}}.
- {\displaystyle \left\{3,3,3\right\}} bezeichnet das  reguläre 5-Zell (Pentachoron), das aus fünf regulären Tetraedern {\displaystyle \left\{3,3\right\}} besteht, von denen jeweils 3 an einer Kante zusammenstoßen. Die Eckfigur ist ein reguläres Tetraeder {\displaystyle \left\{3,3\right\}}.
- {\displaystyle \left\{4,3,3\right\}} bezeichnet das reguläre 8-Zell (vierdimensionaler Hyperwürfel oder auch Tesserakt), der aus acht Würfeln {\displaystyle \left\{4,3\right\}} besteht, von denen jeweils 3 an einer Kante zusammenstoßen. Die Eckfigur ist ein reguläres Tetraeder {\displaystyle \left\{3,3\right\}}.
- {\displaystyle \left\{3,3,4\right\}} bezeichnet das reguläre 16-Zell (Hexadekachor), das aus 16 regulären Tetraedern {\displaystyle \left\{3,3\right\}} besteht, von denen jeweils 4 an einer Kante zusammenstoßen. Die Eckfigur ist ein reguläres Oktaeder {\displaystyle \left\{3,4\right\}}.
- {\displaystyle \left\{3,4,3\right\}} bezeichnet das reguläre 24-Zell (Ikositetrachor), das aus 24 regulären Oktaedern {\displaystyle \left\{3,4\right\}} besteht, von denen jeweils 3 an einer Kante zusammenstoßen. Die Eckfigur ist ein Würfel {\displaystyle \left\{4,3\right\}}.
- {\displaystyle \left\{5,3,3\right\}} bezeichnet das reguläre 120-Zell (Hekatonikosachor), das aus 120 regulären Dodekaedern {\displaystyle \left\{5,3\right\}} besteht, von denen jeweils 3 an einer Kante zusammenstoßen. Die Eckfigur ist ein reguläres Tetraeder {\displaystyle \left\{3,3\right\}}.
- {\displaystyle \left\{3,3,5\right\}} bezeichnet das reguläre 600-Zell (Hexakosichor), das aus 600 regulären Tetraedern {\displaystyle \left\{3,3\right\}} besteht, von denen jeweils 5 an einer Kante zusammenstoßen. Die Eckfigur ist ein reguläres Ikosaeder {\displaystyle \left\{3,5\right\}}.

Das 5-Zell und das 24-Zell sind selbstdual. Das 8-Zell und das 16-Zell sind einander dual, genauso das 120-Zell und das 600-Zell.
Im vierdimensionalen Raum existieren außerdem zehn reguläre Sternpolytope mit folgenden Schläfli-Symbolen:
- {\textstyle \left\{{\frac {5}{2}},5,3\right\}}
- {\textstyle \left\{3,5,{\frac {5}{2}}\right\}}
- {\textstyle \left\{5,{\frac {5}{2}},5\right\}}
- {\textstyle \left\{{\frac {5}{2}},3,5\right\}}
- {\textstyle \left\{5,3,{\frac {5}{2}}\right\}}
- {\textstyle \left\{{\frac {5}{2}},5,{\frac {5}{2}}\right\}}
- {\textstyle \left\{3,{\frac {5}{2}},5\right\}}
- {\textstyle \left\{5,{\frac {5}{2}},3\right\}}
- {\textstyle \left\{{\frac {5}{2}},3,3\right\}}
- {\textstyle \left\{3,3,{\frac {5}{2}}\right\}}

### Parkettierungen des vierdimensionalen Raumes
Im vierdimensionalen euklidischen Raum existieren folgende Parkettierungen:
- {\displaystyle \left\{4,3,3,4\right\}} bezeichnet die Parkettierung des vierdimensionalen Raumes mit regulären 8-Zellen {\displaystyle \left\{4,3,3\right\}}. Die Eckfigur ist ein 16-Zell {\displaystyle \left\{3,3,4\right\}}.
- {\displaystyle \left\{3,3,4,3\right\}} bezeichnet die Parkettierung des vierdimensionalen Raumes mit regulären 16-Zellen {\displaystyle \left\{3,3,4\right\}}. Die Eckfigur ist ein 24-Zell {\displaystyle \left\{3,4,3\right\}}.
- {\displaystyle \left\{3,4,3,3\right\}} bezeichnet die Parkettierung des vierdimensionalen Raumes mit regulären 24-Zellen {\displaystyle \left\{3,4,3\right\}}. Die Eckfigur ist ein 8-Zell {\displaystyle \left\{4,3,3\right\}}.

Die Parkettierung mit regulären 8-Zellen ist selbstdual. Die Parkettierung mit regulären 16-Zellen und die mit regulären 24-Zellen sind einander dual.

### Höherdimensionale Polytope
In euklidischen Räumen der Dimensionen {\displaystyle d\geq 5} existieren folgende reguläre Polytope:
- {\displaystyle \left\{3^{d-1}\right\}} bezeichnet das {\displaystyle d}-Simplex, bestehend aus {\displaystyle (d-1)}-Simplexen {\displaystyle \left\{3^{d-2}\right\}} mit {\displaystyle (d-1)}-Simplexen {\displaystyle \left\{3^{d-2}\right\}} als Eckfigur.
- {\displaystyle \left\{4,3^{d-2}\right\}} bezeichnet den {\displaystyle d}-dimensionalen Hyperwürfel, bestehend aus {\displaystyle (d-1)}-dimensionalen Würfeln {\displaystyle \left\{4,3^{d-3}\right\}} mit {\displaystyle (d-1)}-Simplexen {\displaystyle \left\{3^{d-2}\right\}} als Eckfigur.
- {\displaystyle \left\{3^{d-2},4\right\}} bezeichnet das {\displaystyle d}-dimensionale Kreuzpolytop, bestehend aus {\displaystyle (d-1)}-Simplexen {\displaystyle \left\{3^{d-2}\right\}} mit {\displaystyle (d-1)}-dimensionalen Kreuzpolytopen {\displaystyle \left\{3^{d-3},4\right\}} als Eckfigur.

Das {\displaystyle d}-Simplex ist selbstdual. Der {\displaystyle d}-dimensionale Hyperwürfel und das {\displaystyle d}-dimensionale Kreuzpolytop sind einander dual.
In Dimensionen {\displaystyle d\geq 5} existieren keine Sternpolytope.

### Parkettierung höherdimensionaler Räume
In euklidischen Räumen der Dimensionen {\displaystyle d\geq 5} existiert folgende Parkettierung:
- {\displaystyle \left\{4,3^{d-2},4\right\}} bezeichnet die Parkettierung des {\displaystyle d}-dimensionalen Raums mit {\displaystyle d}-dimensionalen Hyperwürfeln {\displaystyle \left\{4,3^{d-2}\right\}} mit {\displaystyle d}-dimensionalen Kreuzpolytopen {\displaystyle \left\{3^{d-2},4\right\}} als Eckfigur.

Sie ist selbstual.